# Hemipauropus angolanus
Hemipauropus angolanus är en mångfotingart som beskrevs av Paul Auguste Remy 1955. Hemipauropus angolanus ingår i släktet Hemipauropus och familjen fåfotingar. Inga underarter finns listade i Catalogue of Life.